# Rignieux-le-Franc
Rignieux-le-Franc är en kommun i departementet Ain i regionen Auvergne-Rhône-Alpes i östra Frankrike. Kommunen ligger  i kantonen Meximieux som ligger i arrondissementet Bourg-en-Bresse. Kommunens areal är 15,02 km². År 2022 hade Rignieux-le-Franc 1 131 invånare.

## Befolkningsutveckling
Antalet invånare i kommunen Rignieux-le-Franc
Referens: INSEE